# Сёмин, Борис Владимирович
Бори́с Влади́мирович Сёмин (1911, Москва, Российская империя — 1982, Климовск, Московская область, РСФСР) — российский советский оружейный конструктор, лауреат Государственной премии СССР, Заслуженный изобретатель РСФСР.

## Биография
Родился в семье служащего.
В 1928 году окончил восьмилетнюю школу. После школы работал слесарем-инструментальщиком в фабрично-заводском училище, затем чертежником и конструктором одного из конструкторских бюро. Продолжая работать в конструкторском бюро, поступил в Конструкторско-технологический техникум и успешно его окончил.
В 1933—1935 годах проходил службу в рядах РККА. После демобилизации вернулся на старое место работы, последовательно занимая должности технолога и начальника технического отдела. Одновременно с этим Борис Сёмин поступил на вечернее отделение Машиностроительного института и обучался в нём вплоть до конца четвёртого курса, но по состоянию здоровья был вынужден оставить учёбу.
С началом Великой Отечественной войны был эвакуирован в Сибирь. Там начинает работать на одном из патронных заводов начальником технического отдела.
В 1942 году переведен на работу в конструкторское бюро для работы конструктором недалеко от Москвы.
С 1949 года и до самой смерти работал в Центральном научно-исследовательском институте точного машиностроения в городе Климовске (Московская область) начальником отдела по разработке патронов для стрелкового оружия.
Внёс неоценимый вклад в развитие советского стрелкового оружия. В частности, он разработал целый ряд типов новых боеприпасов (в частности, патрон 9 мм для пистолетов Макарова (ПМ) и Стечкина (АПС)).
Умер в 1982 году.

## Награды
- Присвоено почётное звание «Заслуженный изобретатель РСФСР».
- Лауреат Сталинской премии 1949 года — за создание нового образца боеприпасов.
- Награждён орденом Трудового Красного Знамени.
- Награждён орденом «Знак Почёта».
- Награждён рядом медалей, в частности, медалью «Партизану Отечественной войны» I степени (врученной Белорусским штабом партизанского движения за создание технических средств по переделке в полевых условиях трофейных боеприпасов под отечественное стрелковое оружие).